# Fluoroacetato de sódio
Fluoroacetato de sódio, fluoracetato de sódio ou monofluoracetato de sódio é um sal.
Trata-se de um veneno potentíssimo, letal em mínimas doses.  Apresenta-se na forma de um sal branco, inodoro, sem sabor e translúcido quando diluído em água. É mortal se ingerido, inalado ou absorvido pela pele. Não existe antídoto conhecido. No Brasil, foi largamente utilizado como raticida, muitas vezes misturado à cachaça (usada como atrativo). Sua fabricação, comercialização e uso é proibida pela Organização Mundial da Saúde - OMS. Também é conhecido pelo codinome composto 1080.
Introdução
O monofluoracetato de sódio (composto 1080) foi desenvolvido durante a Segunda Guerra Mundial, estando entre os raticidas mais tóxicos conhecidos atualmente(1,2,3). Trata-se de um composto que se apresenta na forma de um pó branco, inodoro, solúvel em água, insolúvel em solventes orgânicos(3), sendo absorvido pelas vias oral, inalatória e cutânea na vigência de ferimentos abertos(4,5). O composto 1080 é um raticida extremamente tóxico e não seletivo, pois gera intoxicação em todos os vertebrados, incluindo o próprio homem e os animais domésticos(1,5,7). 
Esse raticida após sofrer desfluorinação, por ação enzimática principalmente no interior nos hepatócitos, é convertido em fluorocitrato (inibidor metabólico do ciclo de Krebs via inibição da enzima aconitase) reduzindo, assim, a concentração celular de ATP(4,6,8,9) (Figura 1). No Brasil há fortes evidências de que o monofluoracetato de sódio continua sendo comercializado ilegalmente sob várias denominações, tais como "mão branca" e "era rato". Atualmente, existem relatos de casos em que ocorreram intoxicações acidentais ou intencionais tanto em crianças quanto em adultos, algumas vezes culminando em óbito(3).
Objetivo
Os autores têm como objetivo determinar a incidência de intoxicações por monofluoracetato de sódio atendidos no Centro de Controle de Intoxicação (Ceatox) do Hospital de Base da Faculdade de Medicina de São José do Rio Preto (HB-Famerp), confrontando os dados obtidos com àqueles descritos na literatura.
Causas e métodos
O presente trabalho foi realizado com base em levantamento epidemiológico, no período de janeiro de 1989 a março de 1998, dos casos de pacientes intoxicados por raticidas e atendidos pelo CCI HB-Famerp. Os dados foram obtidos através da pesquisa de registros de internações e prontuários dos pacientes.
Foram analisados 111 prontuários de pacientes intoxicados por raticidas, dos quais 11 (9,9%) foram sugestivos de intoxicação exógena aguda por monofluoracetato de sódio e o restante (90,1%) por raticidas com outros princípios ativos (Gráfico 1). A idade dos 11 pacientes variou de 14 a 48 anos de idade (média de 31,1 anos) e sete eram do sexo masculino (63,6%). Todos os pacientes apresentavam história de ingesta intencional do raticida à base de monofluoracetato de sódio até no máximo 12 horas antes da admissão e manifestações clínicas compatíveis com esta ingesta. A dose média ingerida por oito pacientes foi de 20 ml, enquanto três pacientes ingeriram 50 ml.
Resultados
A incidência de intoxicação pelo composto 1080 foi de 0,39 caso por 10 mil internações hospitalares por ano. Este resultado foi obtido a partir de dados confiáveis a respeito do número de internações realizadas no HB-Famerp durante o período de janeiro de 1996 a março de 1998. Neste período, foram atendidos 6 dos 11 pacientes intoxicados pelo raticida. Com relação às manifestações clínicas, sonolência e confusão mental estiveram presentes em sete pacientes (63,3%), naúseas, vômitos, epigastralgia e dispnéia ocorreram em cinco pacientes (45,4%) taquicardia (frequência cardíaca maior que 90 bpm), agitação, visão turva, fasciculações musculares e convulsões se manifestaram em quatro pacientes (36,3%). Sinais e sintomas inespecíficos como sialorréia, mal-estar e cefaléia foram relatados por três pacientes (27,2%). A Tabela 1 demonstra as manifestações encontradas nos 11 casos. 
Todos os 11 pacientes admitidos no referido serviço foram submetidos, inicialmente, a lavagem gástrica com soro fisiológico 0,9% (quatro a seis litros) através de sonda nasogástrica nº 20, seguido da administração de carvão ativado (50 g) e sulfato de sódio (30 g), ambos diluídos em 300 ml de soro fisiológico 0,9% monitorização cardíaca, assistência ventilatória e tratamento sintomático. Foi feita internação hospitalar por um período médio de 48 horas, durante o qual três pacientes (27,2%) evoluíram para óbito, sendo que o tempo transcorrido entre o atendimento e o óbito foi, respectivamente, 1 hora, 5 horas e 24 horas (Gráfico 2). Estes três pacientes ingeriram 50 ml do raticida. 
Discussão
Atualmente é crescente a preocupação com relação aos pacientes intoxicados com raticidas à base do composto 1080, visto que o diagnóstico precoce é difícil e habitualmente se baseia na história de ingestão do veneno e achados clínicos. Além disso, não existe na literatura um consenso a respeito do curso clínico de evolução específica, sendo este dependente da dose ingerida e suscetibilidade de cada paciente.
O presente estudo mostra que dos 11 pacientes intoxicados pelo composto 1080, sete eram do sexo masculino (63,6%). A idade dos pacientes de nossa casuística variou de 14 a 48 anos (média de 31,1 anos). A escassez de informações na literatura nos impossibilita a avaliação comparativa destes dados.
Chi C.H. e col. (1996)(3), em estudo retrospectivo envolvendo 38 pacientes intoxicados pelo Composto 1080 num período compreendido entre 1988-1993, constataram que as principais manifestações clínicas foram naúseas e vômitos (74%). As manifestações eletrocardiográficas como alterações não específicas do segmento ST-T, anormalidades da onda T estiveram presentes em 72% hipocalcemia (42%) e hipocalemia (62%) foram as anormalidades hidroeletrolíticas mais encontradas. Aquele estudo propõe, ainda, três indicadores preditivos importantes de mortalidade: hipotensão arterial, aumento da creatinina sérica e redução do pH, com uma sensibilidade de 86% e especificidade de 96%.
O presente trabalho revela por principais manifestações clínicas sonolência e confusão mental (63,3% casos), naúseas, vômitos, epigastralgia e dispnéia (45,4%). Tal discrepância pode ser decorrente da pequena casuística analisada por este trabalho, bem como pela dificuldade de avaliação clínico-laboratorial do paciente intoxicado.
Anormalidades eletrocardiográficas e hidroeletrolíticas não foram avaliadas, uma vez que não existia um protocolo específico no CCI que orientasse para a execução de tais exames.
A hipotensão arterial, elevação da creatinina sérica e a redução do pH foram evidenciadas nos três pacientes que evoluíram para óbito, conforme também observado por Chi C.H. e col.(3). Chenoweth (1949)(5), em trabalho experimental utilizando macaco Rhesus, observou que uma a duas horas após a administração, IV de monofluoracetato de sódio, o animal se apresentava arredio e agitado. Alguns minutos mais tarde seguiam-se alucinações, nistagmo e fasciculações musculares, indicando o início de um ataque convulsivo. A duração deste quadro variou em torno de 30 minutos, após o qual o animal aparentemente se recuperou, mas repentinamente evoluiu com fibrilação ventricular e morte. Pelo que se depreende, os quadros graves de intoxicação em homens adultos se assemelham aos descritos em relação ao macaco Rhesus. Esta sequência de eventos ocorreu nos três pacientes que evoluíram para óbito.
Chi C.H. e col.(1996)(3) encontraram taxa de mortalidade de 18% para uma casuística de 38 pacientes. No presente trabalho a mortalidade foi de 27,2% em relação à casuística de 11 pacientes, não havendo diferença estatisticamente significante em relação ao dado da literatura. 
Considerando-se o local de ação do monofluoracetato de sódio (inibidor do ciclo de Krebs - ação mitocondrial) as substâncias, teoricamente, capazes de impedir a ação desse composto seriam aquelas solúveis e com rápida penetração nas estruturas celulares. São exemplos dessas substâncias, o etanol, acetato de sódio, acetamida e o monoacetato de glicerol (monoacetim)(5). Esta última droga é menos tóxica e mais eficaz contra intoxicação pelo composto 1080 em macacos Rhesus, cuja resposta é similar à do homem, reduzindo os sintomas da intoxicação e a mortalidade. Estes efeitos, embora promissores, são observados apenas com o uso do monoacetim em até 30 minutos após a administração, IV, do composto 1080(5).
Não há na literatura trabalhos com dados confiáveis para que se utilize o monoacetim como antídoto único, eficaz e que dispensaria o uso de outras drogas associadas ou, até mesmo, os demais cuidados com o paciente.
Com base no que foi relatado, aliado a não produção do monoacetim em escala comercial no Brasil, o CCI do HB-Famerp não utiliza esta droga em seu protocolo de atendimento. Os casos mais graves ficam aos cuidados da Unidade de Terapia Intensiva (UTI) e, a partir deste estudo, deve-se atentar para os três fatores preditivos importantes de mortalidade, a fim de detectar e corrigi-los o mais precoce possível, tentando aumentar a sobrevida dos pacientes.
Conclusão
A incidência de pacientes intoxicados pelo composto 1080 é baixa em relação aos dados encontrados na literatura e diante do número de internações hospitalares realizadas no HB-Famerp, desde 1996. Porém, constatou-se uma elevada taxa de mortalidade, o que nos leva a concluir que os quadros de intoxicação são graves, preocupantes e seu tratamento eficaz ainda esbarra na ausência de dados disponíveis e confiáveis na literatura. É necessário que os serviços de vigilância sanitária atuem de maneira mais ampla e ativa, no que se refere ao combate do comércio ilegal de raticidas a base de monofluoracetato de sódio.